# Episodi di The Old Man (prima stagione)
La prima stagione della serie televisiva The Old Man, è andata in onda, negli Stati Uniti e in Canada, in prima visione su FX dal 16 giugno 2022.
In Italia, la stagione è stata resa disponibile sul servizio di streaming on demand Disney+ dal 28 settembre 2022.
| nº | Titolo originale | Titolo italiano | Prima TV USA   | Pubblicazione in Italia |
| -- | ---------------- | --------------- | -------------- | ----------------------- |
| 1  | I                | La fuga         | 16 giugno 2022 | 28 settembre 2022       |
| 2  | II               | Solitudine      | 16 giugno 2022 | 28 settembre 2022       |
| 3  | III              | Caccia all'uomo | 23 giugno 2022 | 5 ottobre 2022          |
| 4  | IV               | Il viaggio      | 30 giugno 2022 | 12 ottobre 2022         |
| 5  | V                | Volo segreto    | 7 luglio 2022  | 19 ottobre 2022         |
| 6  | VI               | Il vecchio      | 14 luglio 2022 | 26 ottobre 2022         |
| 7  | VII              | Ritorno a casa  | 21 luglio 2022 | 2 novembre 2022         |

## La fuga
- Titolo originale: I
- Diretto da: Jon Watts
- Scritto da: Jonathan E. Steinberg & Robert Levine

### Trama
La vita tranquilla di Dan Chase viene sconvolta quando un gruppo di uomini armati cerca di catturarlo, mettendo in moto una serie di eventi pericolosi. Chase si rende conto che i suoi vecchi nemici sono tornati a cercarlo per un misterioso motivo legato ad un'operazione segreta passata. Mentre scappa da chi lo perseguita, Dan deve affrontare sia la sua vita passata, sia il presente, mentre cerca di proteggere se stesso e le persone a lui care. In parallelo, vediamo anche l'agente della CIA Harold Harper, che ha avuto un rapporto con Chase durante gli anni di servizio, ma ora si trova coinvolto nell'indagine su di lui.

## Solitudine
- Titolo originale: II
- Diretto da: Jon Watts
- Scritto da: Jonathan E. Steinberg & Robert Levine

### Trama
Dopo aver avuto un incontro violento con un gruppo di uomini che cercano di catturarlo, Dan si rifugia in un motel, dove cerca di capire chi lo sta cercando e perché. Mentre la situazione si fa sempre più pericolosa, Dan cerca di restare un passo avanti rispetto ai suoi nemici, dimostrando di essere ancora abile nel sopravvivere e nel manovrare attraverso le sue vecchie conoscenze. Nel frattempo, Harold Harper, l'ex collega di Dan nella CIA, viene chiamato a indagare sulla situazione, coinvolgendo l'agenzia nella ricerca di Dan. L'intreccio tra il passato e il presente si fa più complesso, mentre emergono nuove informazioni riguardo alle operazioni segrete di cui Dan faceva parte. Harper è costretto a confrontarsi con il suo rapporto complicato con Dan e con la sua lealtà verso l'agenzia.

## Caccia all'uomo
- Titolo originale: III
- Diretto da: Greg Yaitanes
- Scritto da: Jonathan E. Steinberg & Robert Levine

### Trama
Dan Chase è costretto a fuggire insieme a Zoe McDonald dopo che un sicario tenta di ucciderlo. Durante la fuga, Chase rivela a Zoe dettagli sul suo passato, ma la loro situazione si complica ulteriormente quando un drone li individua, obbligandoli a prendere misure drastiche per sopravvivere. Parallelamente, emergono tensioni tra l'FBI e la CIA, con l'agente Angela Adams che cerca di gestire le crescenti pressioni mentre nasconde la sua vera identità: Emily Chase, figlia di Dan.

## Il viaggio
- Titolo originale: IV
- Diretto da: Greg Yaitanes
- Scritto da: Jonathan E. Steinberg & Robert Levine

### Trama
Dan assume l'identità di Henry Dixon e coinvolge Zoe McDonald nel suo piano, assegnandole il ruolo di sua moglie, Marcia Dixon. Insieme, si recano a Los Angeles per incontrare Zachary, l'ufficiale d'investimento del fondo Corsair Finance, con l'obiettivo di investire nella Arlson Mining & Metallurgy, di proprietà di Suleyman Pavlovich, un russo con cui Dan ha un passato complesso. Nel frattempo, Angela Adams (alias Emily Chase) continua a lavorare al fianco di Harold Harper all'FBI. Durante un incontro con Nina Kruger, avvocato e confidente di Faraz Hamzad, emergono tensioni riguardo al coinvolgimento di Angela nel caso e al suo legame con Dan. Zoe prende l'iniziativa per riequilibrare il potere nella sua relazione con Dan, preparando una lettera di divorzio da inviare al consiglio di amministrazione di Corsair Finance. Questo gesto rappresenta una mossa strategica per garantirsi una posizione di sicurezza e influenza nella situazione in cui si trova.

## Volo segreto
- Titolo originale: V
- Diretto da: Zetna Fuentes
- Scritto da: Jonathan E. Steinberg & Robert Levine

### Trama
Dan Chase e Zoe McDonald continuano la loro fuga, con Zoe che assume un ruolo più attivo e determinato. La loro collaborazione si intensifica mentre affrontano insieme le sfide del passato di Dan. Parallelamente, Angela Adams (alias Emily Chase) e Harold Harper si confrontano apertamente riguardo al tradimento di Angela. La loro relazione, precedentemente basata su fiducia e affetto, viene messa a dura prova, portando entrambi a riflettere sulle proprie scelte e alleanze. Emergono dettagli sul passato di Dan e Abbey, rivelando le motivazioni che hanno portato alla loro fuga dall'Afghanistan e le conseguenze delle loro azioni.

## Il vecchio
- Titolo originale: VI
- Diretto da: Jet Wilkinson
- Scritto da: Jonathan E. Steinberg & Robert Levine

### Trama
Dan Chase e Zoe McDonald si inoltrano in un territorio pericoloso nel tentativo di ottenere vantaggi contro Faraz Hamzad. Nel frattempo, Harold Harper conclude una collaborazione e ne avvia un'altra. Chase e Zoe cercano di allearsi con Suleyman Pavlovich, un vecchio conoscente di Chase, per contrastare Hamzad. Tuttavia, Pavlovich si mostra riluttante ad aiutarli, lasciando Chase e Zoe in una situazione precaria. Parallelamente, Harper cerca di proteggere Angela Adams (alias Emily Chase) e il proprio nome, mentre Chase e Zoe si recano a Londra per rintracciare l'avvocato di Hamzad. Chase e Harper si trovano a corto di idee, mentre la tensione cresce in vista dei confronti futuri. 

## Ritorno a casa
- Titolo originale: VII
- Diretto da: Jet Wilkinson
- Scritto da: Jonathan E. Steinberg & Robert Levine

### Trama
Dan Chase è costretto ad affrontare le conseguenze delle sue scelte passate. Nel tentativo di proteggere Zoe McDonald, si trova coinvolto in situazioni pericolose che mettono alla prova la sua astuzia e resilienza. Parallelamente, Harold Harper scopre una verità sconvolgente riguardo ad Angela Adams (alias Emily Chase). Questa rivelazione lo costringe a rivedere le sue alleanze e a confrontarsi con dilemmi morali complessi. Angela arriva al complesso di Faraz Hamzad, dove un anziano Hamzad la attende per un incontro carico di tensione e significato.